# Jacques Pills
Jacques Pills (7 de gener de 1906, Tulle, França - 12 de setembre de 1970, París, França) fou un cantant i actor francès.

## Biografia
Pills va debutar al Moulin Rouge, on Mistinguett era aleshores l'estrella. Juntament amb Georges Tabet va formar el duet musical Pills et Tablet, viatjant de tour per tot Europa amb gran èxit. Ambdós varen interpretar cançons de Mireille Hartuch i Jean Nohain, com "Couchés dans le foin".
El 1939 es va casar amb la cantant Lucienne Boyer. La seva filla, Eliane, futura Jacqueline Boyer, va néixer el 1941. Als anys 1940 i en solitari va passar a ser cantant crooner ("Seul dans la nuit"). El seu mànager era llavors Bruno Coquatrix. Pills va escollir el futur Gilbert Bécaud com pianista acompanyant per a un tour per Amèrica. Tots dos van escriure "Je t'ai dans la peau" per a Édith Piaf, amb qui es va casar el 29 de juliol de 1952 a la ciutat de Nova York, essent Marlene Dietrich un dels testimonis del casament. La parella va acabar divorciant-se el 1956.
El 1959 fou escollit per representar Mònaco a la primera intervenció d'aquest país al Festival de la Cançó d'Eurovisió, cantant "Mon ami Pierrot". Va quedar en última posició. L'any següent, la seva filla Jacqueline Boyer va guanyar el Festival de la Cançó d'Eurovisió 1960 representant França amb la cançó "Tom Pillibi".
L'èxit de la música ié-ié va fer que es decidís a finalitzar la seva carrera de cantant. Es va retirar a una propietat familiar a Bretagne-de-Marsan, abans de tornar a París, on va col·laborar amb Bruno Coquatrix per dissenyar espectacles per representar a l'Olympia de París.

## Principals èxits
- 1941: "Avec son ukulélé"
- 1943: "Cheveux dans le vent"
- 1945: "Seul dans la nuit"
- 1945: "Bonjour mon village"
- 1945: "Oh ! la ! la !"
- 1954: "Ma petite rime"
- 1953: "Tout ça parce qu'au bois de Chaville"

## Filmografia
- 1936: Prends la route !, de Jean Boyer (amb Georges Tabet)
- 1936: Toi, c'est moi, de René Guissart (amb Georges Tabet)
- 1945: Marie la Misère, de Jacques de Baroncelli
- 1945 : Seul dans la nuit, de Christian Stengel
- 1949: Une femme par jour, de Jean Boyer
- 1954: Boum sur Paris, de Maurice de Canonge
- 1954: French Cancan, de Jean Renoir